# 告森良

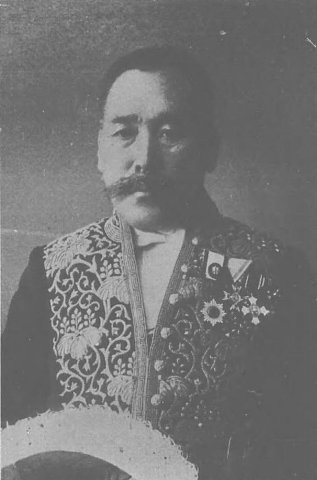
告森良

告森 良（こつもり りょう / こつもり はじめ / つげもり りょう、1853年12月21日（嘉永6年11月21日） - 1919年（大正8年）11月27日）は、明治から大正期の内務官僚。官選県知事。

## 経歴
伊予国宇和島城下御殿町（現愛媛県宇和島市）出身。宇和島藩士・告森桑圃の長男として生まれる。1873年、神山県に出仕。以後、兵庫県、広島県、長崎県、愛媛県、京都府で勤務。
1887年5月、愛媛県東宇和郡長に就任。以後、兼西宇和郡長、京都府参事官、岐阜県参事官、埼玉県書記官、岡山県書記官、徳島県書記官などを歴任。
1908年3月、鳥取県知事に就任。倉吉中学校・県立商業学校の新設、農事試験場拡張、耕地整理事業、因伯牛の改良などを推進。1910年6月、千葉県知事に転任。同年8月、利根川の大洪水が発生し、内務省に対して国営による利根川水系改修工事を働きかけ、その実現に尽力した。また、県産米の品質向上のため、県営米穀検査の実施を推進。1913年6月1日、依願免本官となり退官した。
その後、伊達家顧問を務めた。

## 親族
- 弟 清水隆徳（衆議院議員）・谷口長雄（熊本医学校長）[1]・赤松桂（宇和島市長）[2]